# Mont-Saint-Jean (Aisne)
Mont-Saint-Jean település Franciaországban, Aisne megyében. Lakosainak száma 81 fő (2022. január 1.). Mont-Saint-Jean Aubenton, Brunehamel, Logny-lès-Aubenton, Blanchefosse-et-Bay, Hannappes és Rumigny községekkel határos.

## Népesség
A település népességének változása:
| Lakosok száma | 96   | 77   | 82   | 70   | 77   | 67   | 75   | 74   | 73   | 81   |
|               | 1968 | 1982 | 1990 | 2006 | 2013 | 2015 | 2017 | 2019 | 2020 | 2022 |